# Die dicke Tilla
Die dicke Tilla ist der Titel eines 1981 von der DEFA produzierten Kinderfilms, der 1982 in den Kinos der Deutschen Demokratischen Republik (DDR) und auf dem achten Internationalen Kinderfilmfestival Lucas in Frankfurt am Main aufgeführt sowie zwei Jahre später im Fernsehen der DDR und im ZDF ausgestrahlt wurde. Der Film basierte auf dem gleichnamigen Kinderbuch von Rosel Klein, das 1981 erstmals erschien.

## Handlung
Anne, ein zierliches und schüchternes Mädchen, kommt als neue Schülerin in eine fünfte Klasse, in der die übergewichtige Tilla als Anführerin und Klassenstärkste auftritt. Tilla, die ohne ihre Mutter aufwächst und zu Hause selbst von ihren beiden älteren Brüdern drangsaliert wird, begegnet der neuen Schülerin ohne bestimmten Grund sofort ablehnend und schikaniert sie in der Folgezeit. So verprügelt sie Anne, beschädigt deren Fahrrad und hetzt die anderen Schüler gegen Anne auf.
Während Tilla insbesondere ihr bester Freund Knutschi zur Seite steht, wird Anne lediglich von ihrem Klassenkameraden Felix unterstützt. Anne, die gern malt, zieht sich in die Traumwelt ihrer Bilder zurück und verschweigt ihre Probleme mit Tilla gegenüber ihren Eltern. Nachdem Anne von Tilla verfolgt wird, geraten beide in einer Scheune in eine hilflose Lage, aus der sie sich nicht selbst befreien können. In dieser Situation beginnen sie, miteinander zu reden, und aus der zuvor bestehenden gegenseitigen Abneigung entsteht schließlich ein respektvoller Umgang miteinander.

## Kritik
„Heiter-Nachdenkliches über ein Mädchen, das, gewöhnt in seiner Schulklasse den Ton anzugeben, sich von einer neuen, zarten und klugen Klassenkameradin herausgefordert fühlt. Kinderfilm des bekannten DEFA-Kameramannes Werner Bergmann, der für Toleranz und Freundlichkeit plädiert.“